# Pirata albicomaculatus
Pirata albicomaculatus är en spindelart som beskrevs av Pelegrín Franganillo Balboa 1913. 
Pirata albicomaculatus ingår i släktet Pirata och familjen vargspindlar. Artens utbredningsområde är Spanien. Inga underarter finns listade i Catalogue of Life.